# L'Autel des morts
Cet article concerne une nouvelle fantastique d'Henry James. Pour l'offrande rituelle du Jour des morts mexicain, voir Autel des morts.
L'Autel des morts (The Altar of the Dead) est une nouvelle fantastique d'Henry James, parue dans le recueil Terminations en 1895. Le volume inclut également les nouvelles La Mort du lion, Le Fonds Coxon et Les Années médianes.
Cette célèbre nouvelle de James est à la frontière du récit fantastique et peut être classée dans le sous-genre des histoires de fantômes, en raison de la forte présence des disparus. Le récit évite les effets artificiels au profit de la psychologie et de la spiritualité, lesquelles y occupent une place de premier plan. Il s'agit donc d'un cas limite de la littérature fantastique.
La Chambre verte, de François Truffaut, est une adaptation partielle de L'Autel des morts, puisque le réalisateur et scénariste, qui a collaboré avec Jean Gruault, s'est également inspiré pour son film de deux autres nouvelles de James : La Bête dans la jungle (The Beast in the Jungle) et Les Amis des amis (The Friends of the Friends).

## Résumé
Depuis que Mary Antrim est morte, juste avant leurs noces, George Stransom est inconsolable. Quand l'un de ses amis, Acton Hague, avec qui il a eu un différend, meurt à son tour, Stransom décide de vouer à chacun de ses proches et amis décédés un culte des morts en allumant à chacun un cierge sur un autel érigé dans une chapelle catholique. Mais il se garde bien de rendre un hommage trop appuyé à son ancien ami.
À quelque temps de là, il remarque que bien souvent une jeune femme s'assied pendant de longs moments devant l'autel. Ils deviennent bientôt amis, d'autant que Stransom apprend que l'inconnue connaissait elle aussi Acton Hague et qu'elle avait eu autrefois motif de se plaindre de lui. Mais elle lui a depuis pardonné, étape que Stransom se refuse à franchir, et cette divergence d'attitude est si marquée entre eux qu'elle en vient à les éloigner l'un de l'autre.
Beaucoup plus tard, alors qu'il est mourant, Stransom revoit par hasard la belle inconnue et tous deux s'accordent pour convenir que l'objet de leur dispute était bien futile, qu'ils ont laissé un mort se placer entre eux et briser leur amitié. Stransom se sent maintenant prêt à pardonner toutes ses fautes à son ancien ami, dès lors que la mort fait son œuvre en lui. 

## Traductions françaises
- L'Autel des morts, traduit par Denyse Clairouin, Paris, Stock, Delamain et Boutelleau, coll. « Le Cabinet cosmopolite » no 34, 1929
- L'Autel des morts, traduit par Diane de Margerie, (suivi de Dans la cage), Paris, Stock, coll. « Le Cabinet cosmopolite », 1974 ; réédition, Paris, Stock, coll. « Le Cabinet cosmopolite » no 28, 1982
- L'Autel des morts, traduit par Jean Pavans, dans Nouvelles complètes, tome III, Paris, Éditions de la Différence, 2008
- L'Autel des morts, traduit par François Piquet, dans Nouvelles complètes, tome III, Paris, Gallimard, coll. « Bibliothèque de la Pléiade », 2011

## Adaptation cinématographique
- 1978 : La Chambre verte, film français réalisé par François Truffaut, avec François Truffaut, Nathalie Baye, Jean Dasté et Antoine Vitez